# پاکارین پاوکا
پاکارین پاوکا (به اسپانیایی: Paqarin Pawka) یک کوه در پرو است که در Peru, Lima Region واقع شده‌است. پاکارین پاوکا ۵٬۲۰۰ متر بالاتر از سطح دریا واقع شده‌است.